# Âne du Poitou
Pour les articles homonymes, voir Baudet.
L′âne du Poitou, communément nommé baudet du Poitou, est une race d'ânes très ancienne originaire du Poitou, dans l’ouest de la France. Très facilement reconnaissable par son pelage caractéristique d'une longueur peu commune chez un équidé, c’est un âne de grande taille avec une forte ossature. Sa sélection s’est faite au cours des siècles dans une optique unique de production de mulets, activité très lucrative pour la région jusqu’au milieu du XXe siècle. Menacé de disparition faute de débouchés, il fait l’objet de plusieurs plans de sauvegarde visant à stabiliser les effectifs de la race et assurer sa pérennité. Si sa reconversion au bât et à l’attelage est réelle, il reste avant tout un animal emblématique de la région, souvent mis en avant dans des manifestations rurales locales.

## Terminologie
L'auteur Daniel Babo (La France agricole, 2001), qui intitule le chapitre relatif à cette race d'ânes « Âne du Poitou », signale que la race est couramment nommée « Baudet du Poitou » par analogie à l'utilisation de ses étalons reproducteurs. 
Bien que le livre généalogique porte le nom de « stud-book du baudet du Poitou », le terme « baudet » pourrait être considéré comme zootechniquement inapproprié pour désigner la race, puisqu'il se rapporte à l'âne mâle reproducteur,. Il ne saurait exister de race asine uniquement constituée de baudets. Mais le mot est pris ici dans le sens général d'âne, sens également courant[réf. nécessaire]. Par ailleurs, dans la région poitevine, un vocabulaire spécifique est employé pour désigner ces ânes en fonction de leur sexe et de leur âge. La femelle est nommée une « ânesse ». Le petit mâle de deux ans de cette race, destiné à devenir un baudet, s'appelle un « fedon ».

## Histoire

### Origine
La première mention écrite du baudet du Poitou remonte au Xe siècle. L'âne du Poitou est la plus ancienne race d'âne de France : des traces formelles existent dès le Moyen Âge et que la tradition rapporte que saint Hilaire, évêque de Poitiers, l'utilise pour tous ses déplacements. Dès cette époque, l'hybridation mulassière est pratiquée, ce qui permet le développement de la race.

### XVIIeetXVIIIe
Au XVIIe siècle, les travaux d’assèchement du marais poitevin amènent dans la région la présence de juments de fort gabarit d'origines belge et hollandaise,. Ces croisements offrent une production de mulets extrêmement robustes. Au début du XVIIIe siècle, la race a sans doute reçu l'influence de sang espagnol, le roi Philippe V d'Espagne ayant offert à son grand-père Louis XIV un convoi de baudets ibériques qui ont été répartis dans les principales zones de production mulassière, dont le Poitou. La production mulassière fait la fortune de la région, à tel point que sous la Régence, l'administration la réduit sévèrement allant, vers 1770, jusqu'à la castration des baudets. Les Haras nationaux, dont le rôle est d'assurer la remonte de la cavalerie et du train, se sont en effet sentis menacés par la concurrence de la production mulassière. La loi érigée limite le nombre de baudets, autorise seulement certaines régions à ce type de croisement, et n'offre que les moins bonnes juments. Cette loi sera abrogée avec la dissolution des Haras lors de la période révolutionnaire de l'Assemblée constituante.

### XIXesiècle

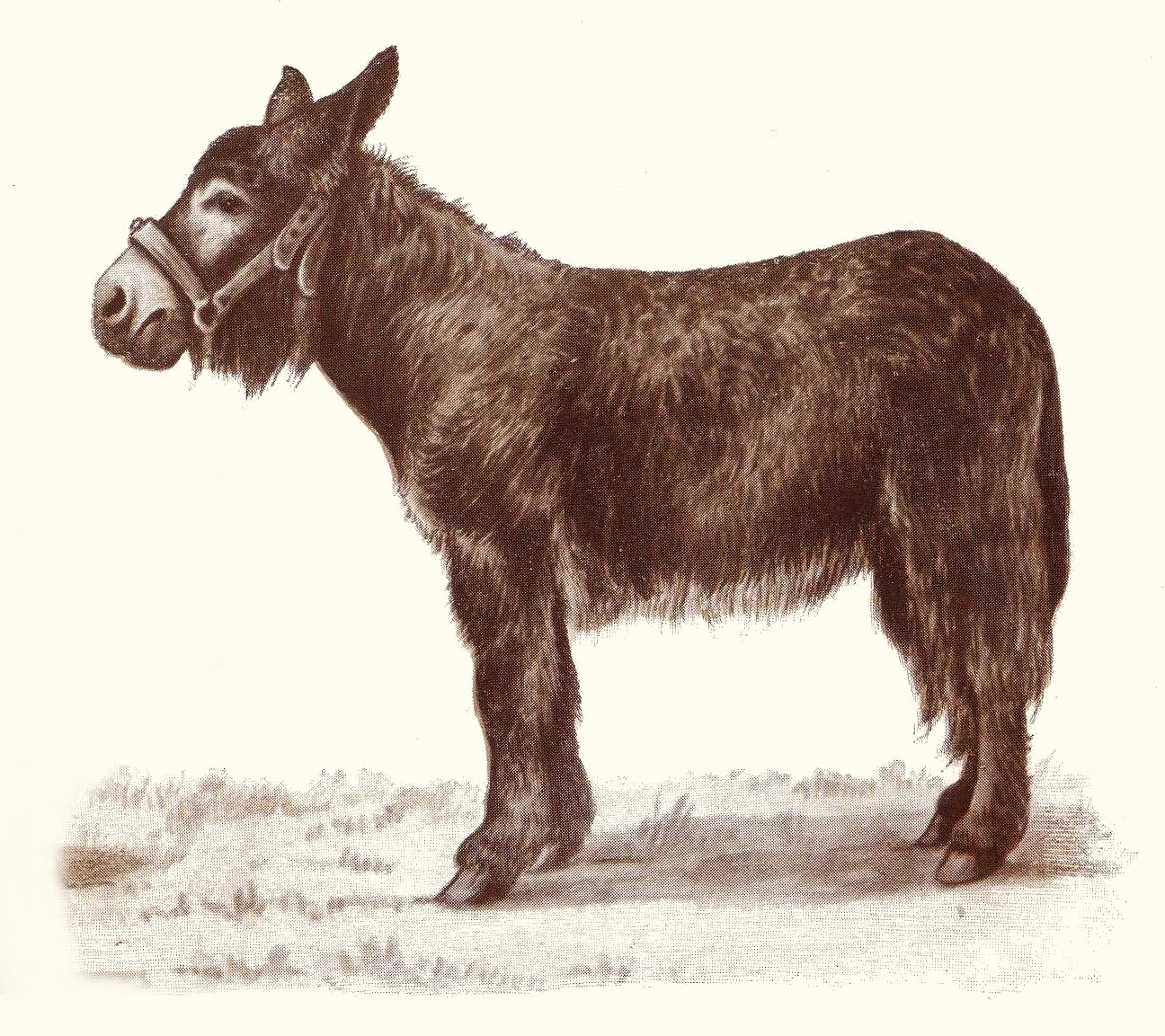
Gravure de la fin du XIX représentant un Baudet du Poitou.

Après la révolution française, l'activité mulassière est particulièrement florissante sur l'ensemble du XIXe siècle. Une race chevaline particulière, dite « mulassière », est élevée dans le Poitou uniquement pour la production de mulets. Les premières grandes expositions de baudets du Poitou ont lieu dès 1848 à Poitiers en 1857 et à Paris en 1859. Le stud-book de la race est ouvert en 1884 et fait d'emblée l'objet d'une sélection très rigoureuse sur l'inscription des meilleurs spécimens et reproducteurs. À la fin du XIXe siècle, 18 000 mules se vendent chaque année pour un nombre de reproducteurs ânes du Poitou n'excédant pas les 500.

### XXesiècle
L'âne du Poitou manque de disparaître de son berceau d'origine après la Seconde Guerre mondiale. Il est sauvé grâce à l’action d’une stagiaire ingénieur aux Haras nationaux, Annick Audiot, qui choisit d’en faire l’étude en 1977. Elle constate et s'inquiète du fait que l'effectif n'est plus que de 44 têtes réparties dans huit élevages. Son action amènera la création dans les années 1980 de l'asinerie nationale du baudet du Poitou à Dampierre-sur-Boutonne en Charente-Maritime dans l'ancienne ferme d'un des tout derniers élevages connus de la race.
Vers 1980, un plan de sauvegarde a également été mis en œuvre par les Haras nationaux, avec le concours des éleveurs et du parc naturel régional du Marais poitevin.

## Description

### Morphologie
C’est un âne de grande taille qui mesure entre 1,40 m à 1,50 m au garrot pour les mâles et 1,35 m à 1,45 m pour les femelles. Il possède « une structure osseuse exceptionnelle » et pèse de 350 kg à 450 kg. La tête est longue et grosse. Ses oreilles sont bien ouvertes, garnies de poils longs et peuvent être longues de près de 34 cm,. L'encolure est forte, le garrot peu prononcé et le dos droit et long. L'épaule est droite. Le sternum apparait saillant et les côtes rondes. Son rein est bien attaché, les hanches peu saillantes et sa croupe est courte,. Les membres sont forts avec des articulations larges. Le pied est également large et bien ouvert.

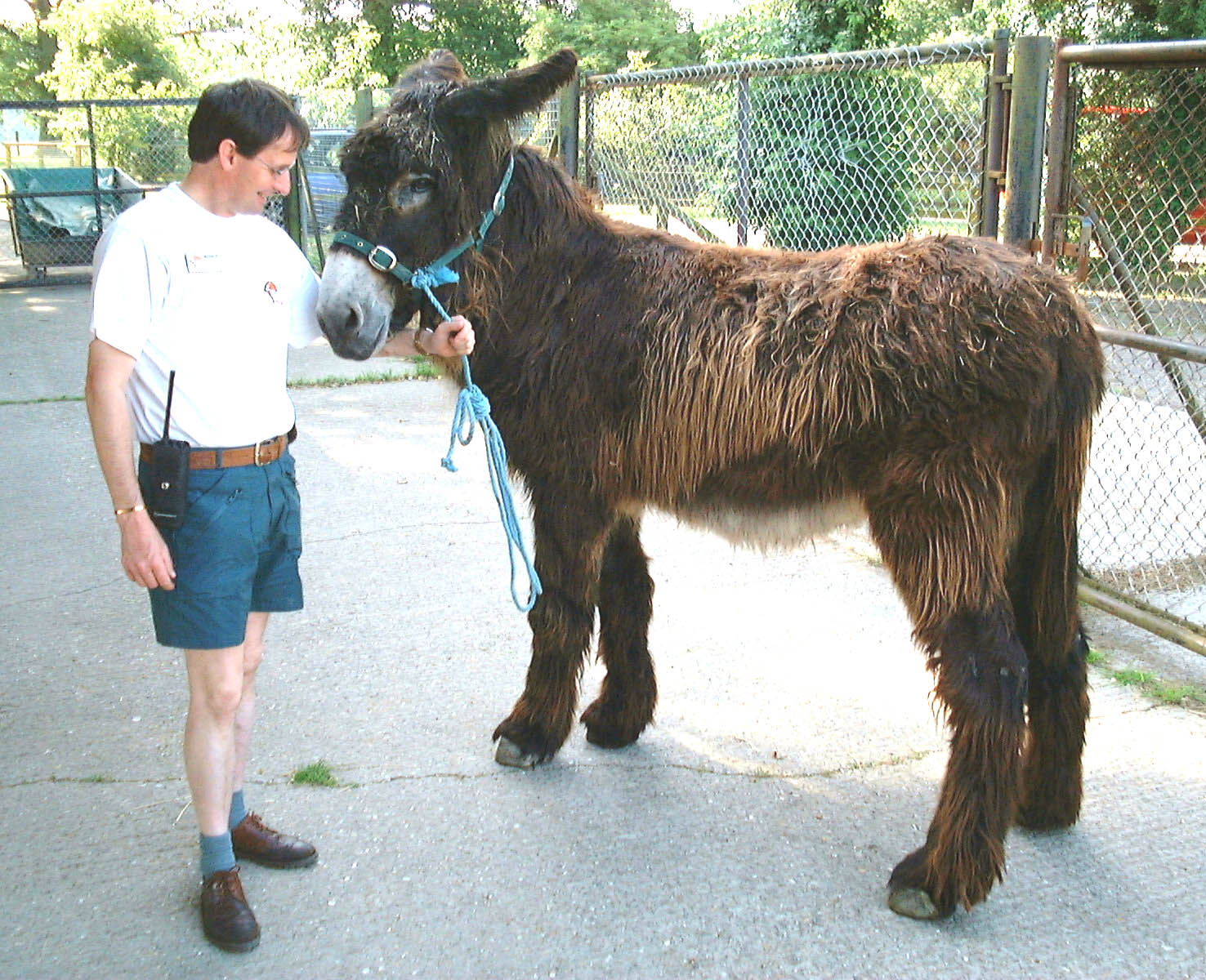
Âne du Poitou au modèle.
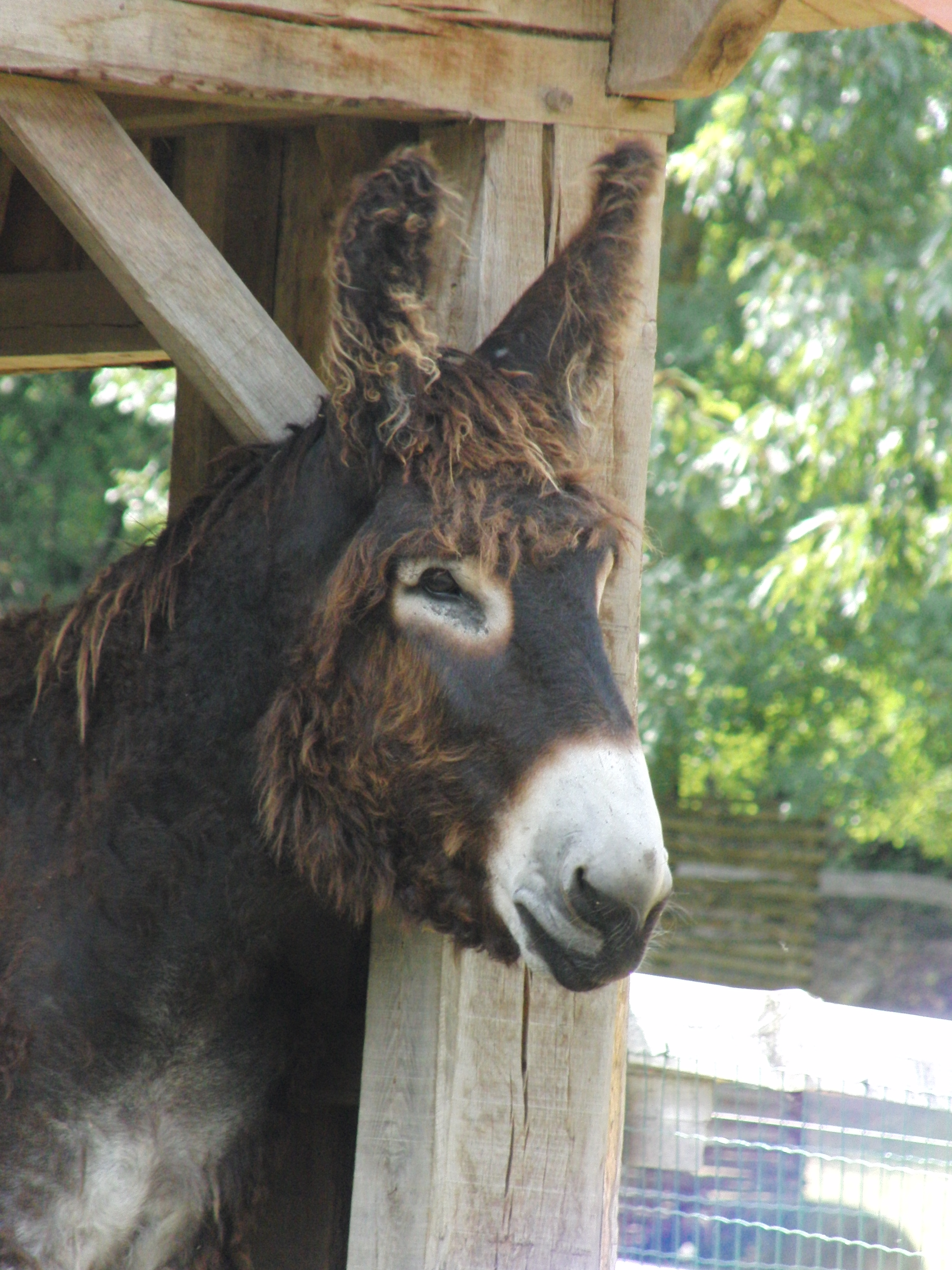
Tête d'un âne du Poitou.
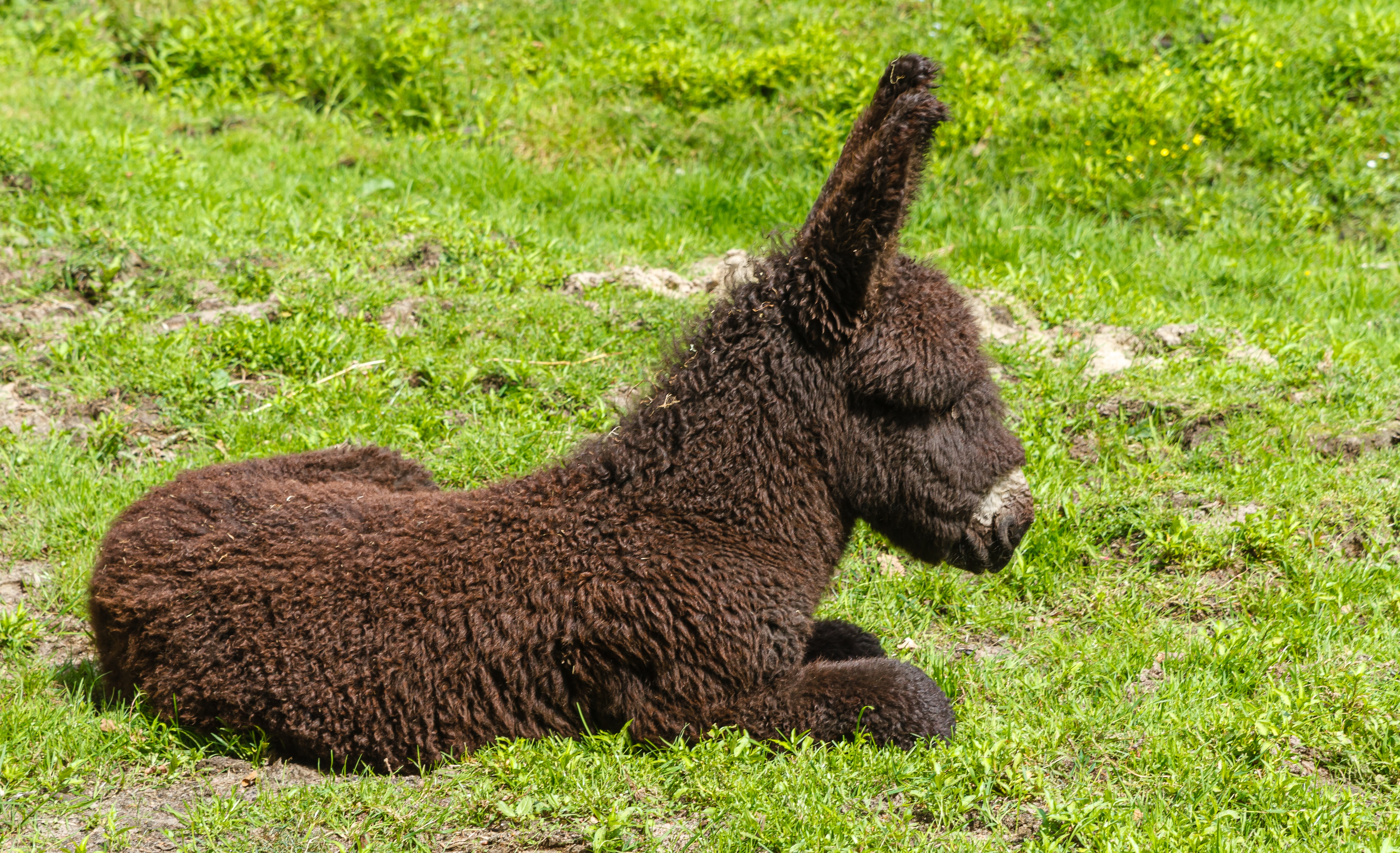
Un ânon du Poitou dans le parc animalier de la lande de Lunebourg, en Allemagne. Juin 2017.

### Robe
La robe de l'âne du Poitou est uniformément bai brun foncé à presque noire, avec le contour des yeux, le nez, le museau argenté bordé d'une auréole rougeâtre. Le ventre et l'intérieur des cuisses sont très clairs. Le rubican ne doit jamais être présent sur la robe ; c'est-à-dire que des poils blancs mélangés aux poils de la robe de fond ne sont pas acceptés par le standard de la race. Il ne doit pas non plus présenter de raie de mulet,.
Il est reconnaissable par ses longs poils épais qui s'emmêlent naturellement en poussant pour former des guenilles. Ses longues mèches frisées sont appelées des « cadenettes ». Elles le protègent aussi bien du chaud l'été que du froid l'hiver.

## Utilisations
L'âne du Poitou a été très longtemps exclusivement destiné à la production mulassière. C’est une activité pour laquelle il est toujours demandé, mais le faible effectif de la race trait poitevin ne permet pas d’utiliser régulièrement la jumenterie à cet effet. La production de mulet reste donc anecdotique et ce tant qu’un cheptel suffisant n’aura pas été reconstitué.
Ses autres utilisations courantes sont le bât ainsi que l'attelage, même si pour cette dernière sa sélection n’a pas été réalisée dans cet objectif,. Il participe aussi chaque année à la fête de l'âne, ainsi qu'à des concours départementaux et nationaux.

## Diffusion de l'élevage

Logo de l'Association Nationale des Races Mulassières du Poitou.

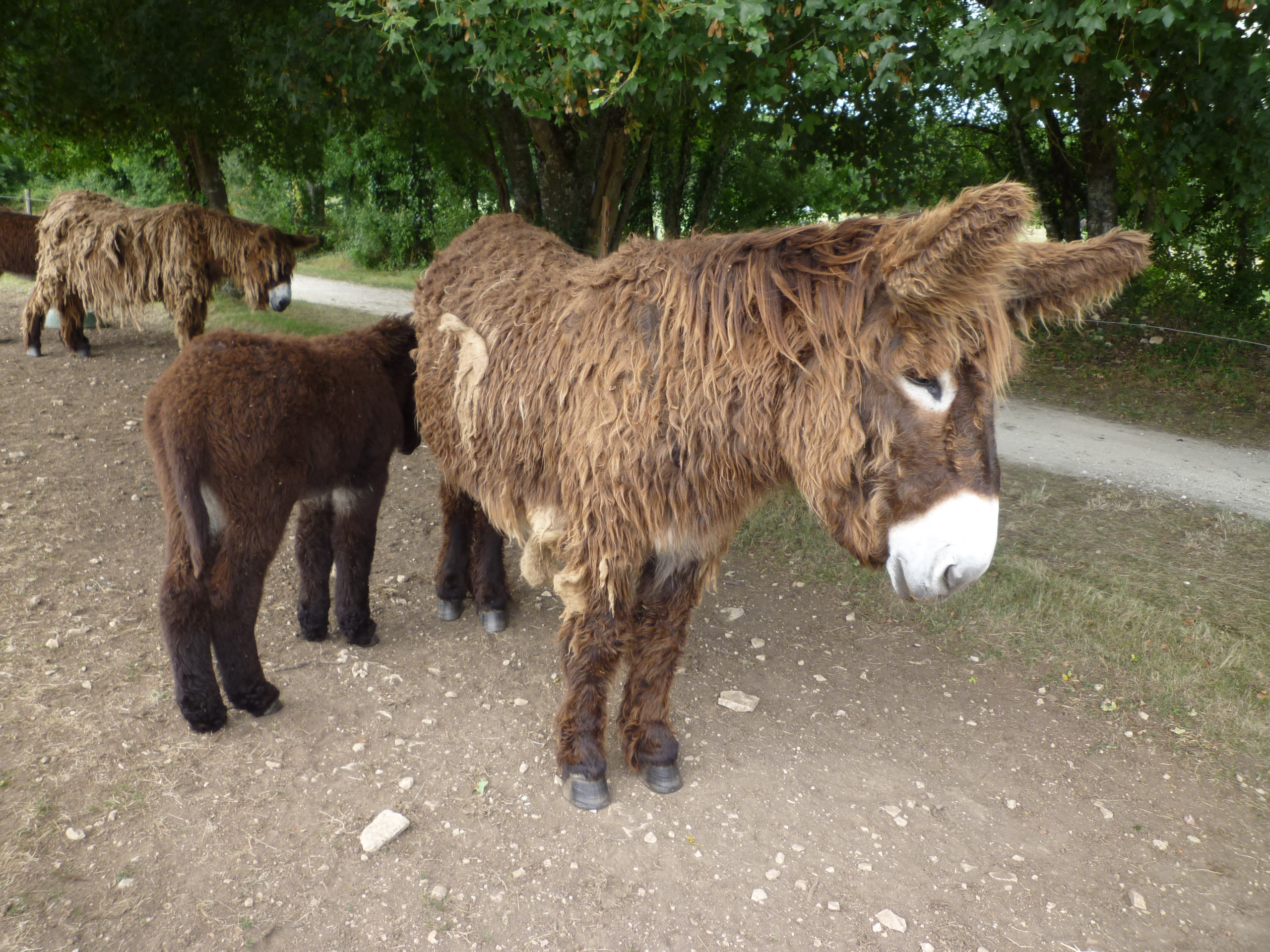
Ânesse du Poitou et ânon.

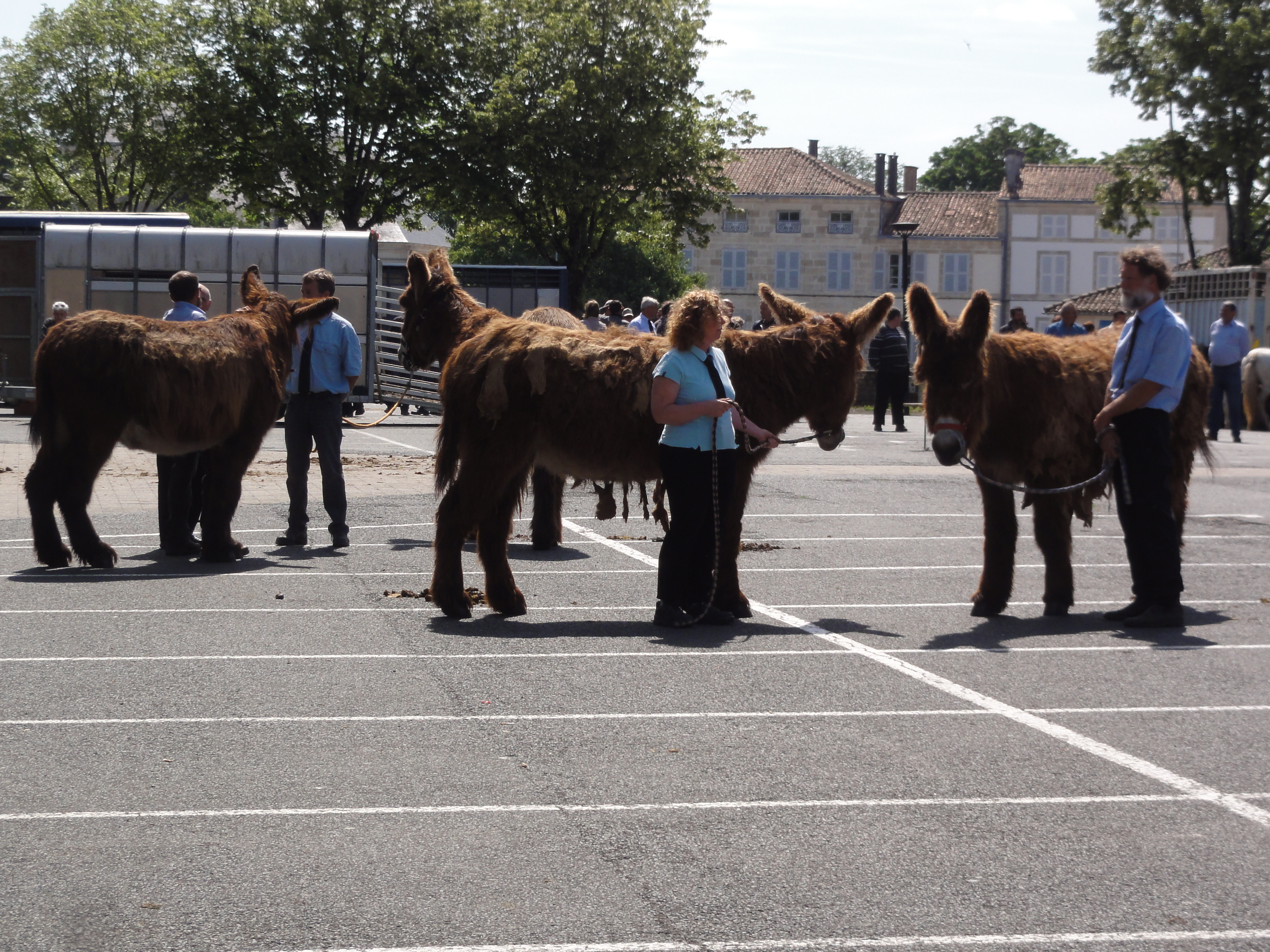
Concours d'ânes du Poitou à Melle en 2012.

L'association nationale des races mulassières du Poitou est l’association nationale de race qui gère l'âne du Poitou, la mule poitevine et le trait poitevin, elle est reconnue par le ministère de l’agriculture. Elle a pour but de veiller à la sélection des animaux, de définir les orientations des races et les objectifs de sélection, de tenir les stud-books et de promouvoir les races.
L'élevage d'ânes du Poitou est très présent dans le berceau de la race, à savoir la région de Melle et le département des Deux-Sèvres. On dénombre 169 éleveurs d'ânes du Poitou en activité en France en 2004. Cette même année, on recense 141 naissances, soit 17 % du total des naissances d'ânes. On compte également 81 baudets en activité et 344 ânesses saillies. En 2009, la population se répartit à 90 % en France et 10 % dans le reste du monde, à savoir au Brésil, en Allemagne, en Angleterre, en Belgique, et en Inde. Dans le cheptel français, les deux tiers sont élevés dans le Poitou (plus précisément le sud des Deux-Sèvres, l'ouest de la Vienne, le sud de la Vendée, le nord de la Charente et de la Charente-Maritime) ainsi que dans d'autres régions de France.
Grâce aux exportations réalisées au début du XXe siècle, l'âne du Poitou est présent dans un certain nombre de pays étrangers, notamment en Allemagne (où il est notamment préservé à l'arche Warder, dans le Schleswig-Holstein) et aux États-Unis.
En 2023, il est considéré par l'Institut national de recherche pour l'agriculture, l'alimentation et l'environnement (INRAE) comme une race asine française menacée d'extinction.

## Dans la culture

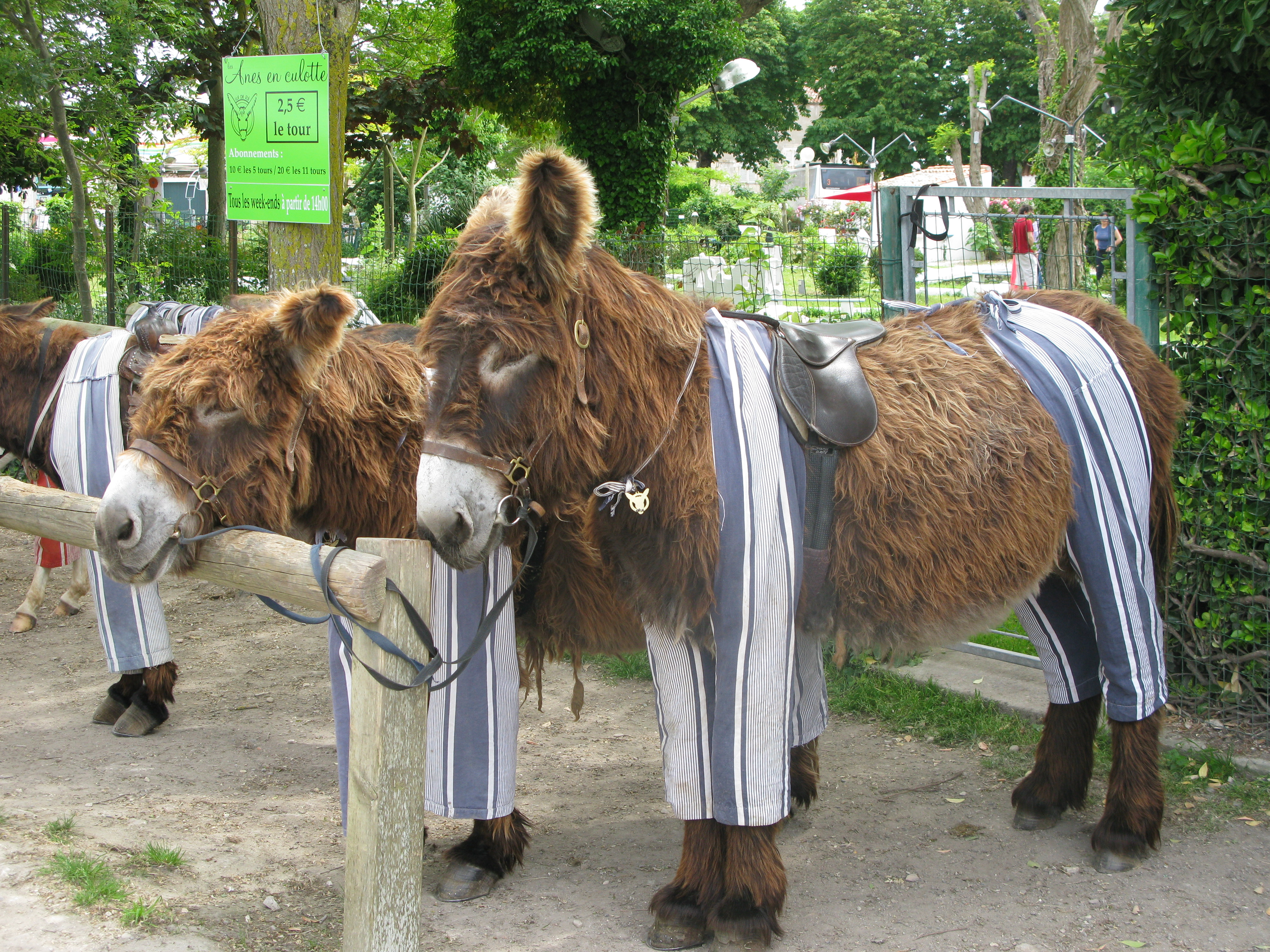
Deux ânes du Poitou en culotte, à Saint-Martin-de-Ré.

Animal emblématique des marais poitevins, l'âne du Poitou tient une place importante dans la culture locale. Sur l’île de Ré, il est connu pour porter un pantalon, héritage du temps où il travaillait dans les marais salants et où cet habit peu commun le protégeait des insectes et des herbes coupantes. Cette particularité en fait sur l’île un atout touristique,.

#### Ouvrages spécialisés
- Eugène Ayrault, De l'industrie mulassière en Poitou ou étude de la race chevaline mulassière, de l'âne, du baudet et du mulet, Niort, Clouzot, 1867, 200 p.
- [Lepage 1937] Jean Lepage, L'âne du Poitou: origine, description, production, amélioration et commerce, M. et L. Riou, 1937 (lire en ligne)
- Léon Sausseau, L’Âne, les chevaux mulassiers et la mule du Poitou, vol. 1 de Les spécialités zootechniques du Poitou, Librairie des Sciences Agricoles, 1925, 342 p.
- Eric Rousseaux, Le baudet du Poitou et le cheval de trait poitevin, Geste éditions, 2000 (ISBN 978-2-84561-015-6)
- Carlos Pereira, Des origines du baudet du Poitou : le commerce d'ânes et de mulets entre le Poitou et la péninsule ibérique, et plus particulièrement le Portugal, du Moyen âge à la fin du XIXe siècle, La Crèche, Geste éditions, 2009, 195 p. (ISBN 978-2-84561-588-5)
- Éric Rousseaux, Le baudet du Poitou, le trait poitevin mulassier et la mule poitevine : les acteurs d'une industrie mulassière autrefois réputée dans le monde entier, La Crèche, Geste éd., 2011, 241 p. (ISBN 978-2-84561-850-3 et 2-84561-850-6)

#### Ouvrages généralistes
- [Babo 2001] Daniel Babo, Races françaises de chevaux, poneys, ânes, Paris, Éditions France Agricole, 2001, 196 p. (ISBN 2-85557-055-7), « L'Âne du Poitou ».
- Mary-Gérard Vaude, « Le Baudet du Poitou », dans Portrait des ânes, Castor & Pollux, 2004, 143 p. (ISBN 9782912756954), p. 131
- Jean-Louis Fontanières, « Baudet du Poitou race : Pour tout savoir sur les grandes oreilles », dans Le dicodâne, Loisirs Presse, 2006, 160 p. (ISBN 9782952297400), p. 23
- Dominique Delannoy, « Baudet du Poitou », dans Animaux de la ferme, Editions Artemis, 2007, 95 p. (ISBN 9782844165039), p. 65-66
- Victor Siméon, « Le baudet du Poitou », dans Anes & Mulets - Découverte et techniques d'entretien et de dressage, De Vecchi, 2008, 192 p. (ISBN 9782732892801), p. 116-119
- Lætitia Bataille, Races équines de France, Paris, France Agricole Éditions, 2008, 286 p. (ISBN 978-2-85557-154-6, lire en ligne)
- Élisabeth Svendsen, « Baudet du Poitou », dans La petite encyclopédie de l'âne, Vigot, 2011, 180 p. (ISBN 9782711421367), p. 140-141